# Васильев, Анатолий Александрович (режиссёр)
Анато́лий Алекса́ндрович Васи́льев (род. 4 мая 1942, село Даниловка, Лопатинский район, Пензенская область, РСФСР, СССР) — советский и российский театральный режиссёр и педагог, создатель театра «Школа драматического искусства» в Москве (1987). Заслуженный деятель искусств РФ (1993). Лауреат Государственной премии РСФСР им. К. С. Станиславского (1988) и Государственной премии РФ (1999).

## Биография
Анатолий Васильев родился 4 мая 1942 года в селе Даниловка (ныне — Лопатинского района) Пензенской области.
Окончил химический факультет Ростовского государственного университета, в 1973 году — режиссёрский факультет Государственного института театрального искусства имени А. В. Луначарского (ГИТИСа) в Москве (курс Марии Осиповны Кнебель и Андрея Алексеевича Попова).
В 1973 году был принят в труппу МХАТ под руководством Олега Ефремова в качестве режиссёра-стажёра, затем — второго режиссёра.
В 1977—1982 годах — режиссёр Московского драматического театра имени К. С. Станиславского под руководством Андрея Попова.
С 1982 года работал на малой сцене Московского театра на Таганке, занимался педагогической деятельностью. Читал курс «Работа с актёром» на режиссёрском отделении Высших курсов сценаристов и режиссеров.
В 1987 году основал и возглавил театр «Школа драматического искусства» в Москве, который тогда же получил в своё распоряжение подвальное помещение, а впоследствии — несколько квартир в доме № 20 на улице Поварской.
24 февраля 2001 года премьерой спектакля «Шесть персонажей в поисках автора» по пьесе Луиджи Пиранделло было открыто новое здание театра «Школа драматического искусства» на улице Сретенке, спланированное и выстроенное московскими властями по проекту архитектора Игоря Попова и Анатолия Васильева. С этого спектакля началась международная известность театра и его руководителя. В апреле 2001 года театр был принят в «Союз театров Европы».
В апреле 2006 года «распоряжением о реорганизации театра» Комитета по культуре города Москвы, являющегося учредителем театра, здание на Поварской было передано проекту «Открытая сцена» (фактически московские власти отобрали у театра помещение на Поварской), а Васильев был уволен с поста художественного руководителя созданного им театра по причине плохого выполнения распоряжений мэра Москвы Юрия Лужкова.
В сентябре 2006 года режиссёр взял творческий отпуск и отправился во Францию, а уже в октябре без согласования с ним на пост директора театра был назначен Алексей Малобродский.
В июле 2007 года Анатолий Васильев подал заявление о прекращении сотрудничества с театром «Школа драматического искусства» и покинул Россию.
В марте 2017 года режиссёр поставил в Москве спектакль «Старик и море» Эрнеста Хемингуэя для XIII Международного театрального фестиваля имени А. П. Чехова.

## Родственные связи
Дальняя родственница Анатолия Васильева — Марианна Елизаровна Таврог (16 января 1921 — 11 июня 2006), советский и российский кинорежиссёр-документалист, заслуженный деятель искусств РСФСР (1983).

## Избранные спектакли

### На советской и российской сцене
- 1973 — «Соло для часов с боем» О. Заградника
- 1978 — первый вариант «Вассы Железновой» М. Горького
- 1979 — «Взрослая дочь молодого человека» В. И. Славкина
- 1985 — «Серсо» В. И. Славкина
- 1987 — «Вариации феи Драже» А. Кутерницкого в Рижском молодёжном театре; «Шесть персонажей в поисках автора» Л. Пиранделло
- 1988 — «Диалоги» Платона
- 1990 — «Сегодня мы импровизируем» Л. Пиранделло
- 1993 — «Фьоренца» Т. Манна; «Иосиф и его братья» Т. Манна
- 1994 — «Амфитрион» Мольера
- 1996 — «Плач Иеремии» В. Мартынова
- 1998 — «„Дон Жуан, или Каменный гость“ и другие стихи» А. С. Пушкина
- 1999 — «К***» А. С. Пушкина
- 2000 — «Моцарт и Сальери» А. С. Пушкина
- 2000 — «Мизантроп» по пьесе Ж.-Б. Мольера, также озвучивание роли Альцеста, Лиликанский Большой театр (проект театра «Тень»). Премия «Золотая Маска» 2002 года в номинации «Новация»
- 2001 — «Медея-материал» Х. Мюллера; «Илиада. Песнь XXIII» Гомера

### За рубежом
- 1992 — «Маскарад» М. Ю. Лермонтова («Комеди Франсез», Париж)
- 1994 — «Дядюшкин сон» по Ф. М. Достоевскому (Художественный театр, Будапешт)
- 1996 — «Пиковая дама» П. И. Чайковского (Немецкий национальный театр, Веймар)
- 1998 — «Без вины виноватые» А. Н. Островского (Театр имени Э. Сиглигети, Сольнок)
- 2002 — «Амфитрион» Мольера («Комеди Франсез», Париж)
- 2007 — «Тереза-философ» Жана-Батиста Аржана (Театр «Одеон», Париж)
- 2008 — «Медея» Еврипида (Греция, Эпидавр, Epidaurus Ancient Theatre)
- 2009 — «Целые дни напролёт под деревьями» по пьесе Маргерит Дюрас (Театр в Капошваре совместно с Народным театром в Будапеште. Играет Мари Тёрёчик)[9]
- 2016 — «Музыка», «Вторая музыка» (1965—1985) (La Musica, La Musica deuxième, 1965—1985) по пьесам Маргерит Дюрас (театр «Комеди Франсез», Париж)[10]

### На радио и телевидении
- 1976 — «Степной король Лир» по И. С. Тургеневу.
- 1981 — «Портрет Дориана Грея» Оскара Уайльда.
- 1990 — «Взрослая дочь молодого человека» по пьесе В. И. Славкина.
- 1992 — «Дорога на Чаттанугу» («Взрослая дочь молодого человека») по пьесе В. И. Славкина.
- 1994 — «Каштанка», короткометражный фильм (снят в 1980-е годы), премьера состоялась в 1994 году.

## Ученики и последователи
Олександр Лаптій, Борис Мильграм, Рашид Нугманов, Борис Юхананов, Александр Огарёв, Игорь Лысов, Игорь Яцко, Андрей Перевалов, Владимир Рогульченко, Сергей Николаевич Красноперец,Людмила Дребнёва, Пётр Гилёв, Александр Галибин, Григорий Гладий, Владимир Агеев, Оксана Фандера, Николай Чиндяйкин, Ю. Альшиц, Н. Коляканова, И. Томилина, Валерий Бильченко, Олег Малахов.

## Награды
- 1988 — Государственная премия РСФСР имени К. С. Станиславского — за постановку спектаклей «Серсо» В. И. Славкина и «Шесть персонажей в поисках автора» Луиджи Пиранделло;
- 1989, 2007 — два ордена Искусств и литературы (Франция);
- 1990 — премия критиков Европы «Новая театральная реальность» (Италия, Таормина);
- 1992 — премия «Хаос» — премия Пиранделло (Италия, Агридженто);
- 1993 — почётное звание «Заслуженный деятель искусств Российской Федерации» — за заслуги в области искусства[13];
- 1995 — премия Фонда имени К. С. Станиславского «За вклад в развитие театральной педагогики»;
- 1997 — лауреат театральной премии «Золотая маска» в номинации «Лучшая работа художника» (совместно с Игорем Поповым) — за спектакль «Плач Иеремии» на сцене московского театра «Школа драматического искусства»;
- 1999 — Государственная премия Российской Федерации в области литературы и искусства;
- 2000 — премия «Триумф»;
- 2005 — орден Академических пальм (Франция).